# 22. august
22. august er dag 234 i året i den gregorianske kalender (dag 235 i skudår). Der er 131 dage tilbage af året.
Dagens navn er Symphorian.

### Begivenheder
Født - Dødsfald
- 1485 - Richard 3. af England falder i slaget ved Bosworth - hvorunder han (iflg. Shakespeare) udtaler de berømte ord "et kongerige for en hest". Han efterfølges af Henrik 7.
- 1642 - Karl 1. af England løfter sit banner ved Nottingham, og den engelske borgerkrig begynder.
- 1717 - Den østrigske hær vinder under kommando af prins Eugen af Savoyen en knusende sejr over de talmæssigt overlegne styrker ved Beograd.
- 1738 - Efter kongelig befaling skal Pontoppidans lærebog "Sandhed til Gudfrygtighed" indføres i Danmark-Norge.
- 1770 - James Cook når østkysten af Australien ved Possession Island.
- 1788 - England opretter beboelsen Sierra Leone for frigivne slaver.
- 1864 - Røde Kors stiftes i Geneve under ledelse af schweizeren Henri Dunant, og den første Geneve-konvention vedtages af tolv lande.
- 1910 - Korea indlemmes i det japanske kejserrige.
- 1914 - Den pensionerede tyske general Paul von Hindenburg kaldes til aktiv tjeneste på østfronten.
- 1932 - BBC sender første TV udsendelse nogensinde fra en boksekamp.
- 1941 - Kommunistloven vedtoges.
- 1942 - Brasilien erklærer Italien, Japan og Tyskland krig.
- 1944 - Sovjetunionen indtager Rumænien.
- 1962 - Frankrigs præsident Charles de Gaulle overlever det fjerde attentat, da hans bil bliver beskudt.
- 1972 - Mogens Glistrup stifter Fremskridtspartiet i "Grøften" i Tivoli.
- 1973 - USA's præsident Richard M. Nixon udnævner Henry Kissinger til udenrigsminister.
- 1980 - For første gang i The Times historie strejker journalisterne.
- 1998 - Poul Andreassen, tidl. formand for ISS, indstilles som formand for Det Konservative Folkeparti.
- 2004 - Malerierne Skriget og Madonna af Edvard Munch bliver røvet fra Munchmuseet i Oslo.
- 2008 - Azizabad-luftangrebet, hvor  90 civile - 60 børn og 30 voksne blev dræbt under angrebet i Afghanistan.

### Født
- 1724 - Jens Schielderup Sneedorff, dansk forfatter (død 1764).
- 1765 - Andreas Gabriel Toxwerdt, dansk generalkrigskommissær (død 1848).
- 1846 - Amalie Skram, norsk-dansk forfatter (død 1905).
- 1862 - Claude Debussy, fransk komponist (død 1918).
- 1902 - Leni Riefenstahl, tysk filminstruktør (død 2003).
- 1904 - Deng Xiaoping, kinesisk leder (død 1997).
- 1908 - Henri Cartier-Bresson, fransk fotograf (død 2004).
- 1910 - Thecla Boesen, dansk skuespiller (død 1996).
- 1917 - John Lee Hooker, amerikansk musiker og sanger (død 2001).
- 1920 - Ray Bradbury, amerikansk forfatter (død 2012).
- 1925 - Honor Blackman, engelsk skuespillerinde (død 2020).
- 1928 - Karlheinz Stockhausen, tysk komponist (død 2007).
- 1934 - Erik Stinus, dansk digter (død 2009).
- 1934 - Norman Schwarzkopf, amerikansk general (død 2012).
- 1935 - E. Annie Proulx, amerikansk forfatter.
- 1942 - Søren Steen, dansk skuespiller.
- 1959 - Pia Gjellerup, dansk advokat og tidligere minister.
- 1963 - Tori Amos, amerikansk sangerinde.
- 1962 - Mårten Sandén, svensk forfatter.
- 1964 - Mats Wilander, svensk tennisspiller.
- 1964 - Eva Kjer Hansen, dansk folketingspolitiker, socialminister og minister for ligestilling.
- 1965 - Andrea Vagn Jensen, dansk skuespillerinde.
- 1968 - Casper Christensen, dansk stand-up-komiker.

### Dødsfald
- 1241 - Gregor 9., italienskfødt pave (født ca. 1143).
- 1350 - Filip 6., fransk konge (født 1293).
- 1485 - Richard 3., engelsk konge (født 1452) - faldet i slaget ved Bosworth.
- 1922 - Michael Collins, irsk revolutionær leder (født 1890).
- 1972 - Axel Poulsen, dansk billedhugger (født 1887).
- 1978 - Jomo Kenyatta, Kenyas første premierminister (født ca. 1892).
- 1989 - Huey P. Newton, amerikansk aktivist (født 1942).
- 1998 - Orla Johansen, dansk journalist og forfatter (født 1912).
- 2008 - Erik Thommesen, dansk skulptør, medlem af COBRA (født 1916).
- 2011 - Jesper Klein, dansk skuespiller, forfatter mm. (født 1944).

|  | Denne datoartikel kan blive bedre, hvis der indsættes et (bedre) billede Du kan hjælpe ved at afsøge Wikimedia Commons for et passende billede eller uploade et godt billede til Wikimedia Commons iht. de tilladte licenser og indsætte det i artiklen. |